# Thác Pạc Sủi
Thác Pạc Sủi là thác trên khe Quế ở vùng đất xã Yên Than huyện Tiên Yên tỉnh Quảng Ninh, Việt Nam.
Thác Pạc Sủi có độ cao địa hình cỡ 300 m, với 16 tầng thác trong khung cảnh thiên nhiên nguyên sơ, không khí trong lành mát mẻ nơi núi rừng. Thác ở trên khe Quế, một trong các dòng khe khởi nguồn từ sườn nam dải núi Ngàu vố lẻng (đỉnh trâu đằm) độ cao 738 m, phân chia xã Yên Than với các xã Phong Dụ và Đại Dực cùng huyện Tiên Yên ở phía bắc.
Thác ở cách thị trấn Tiên Yên 21°19′43″B 107°23′57″Đ / 21,328588°B 107,399039°Đ hướng đông bắc cỡ hơn 6 km đường thẳng, tuy nhiên tiếp cận thác còn gặp khó khăn. Từ thị trấn Tiên Yên có thể đi theo đường Khe Và (xem Google Maps) chạy theo khe Và đi qua thôn Khe Và, nhưng sau đó tìm đến thôn Khe Quế. Từ thôn Khe Quế lên thác là gần 2 km đường bộ xuyên rừng men theo khe Quế.

## Khe Quế
Khe Quế là dòng suối chảy ở huyện Tiên Yên tỉnh Quảng Ninh. Suối bắt nguồn từ sườn nam núi Ngàu vố lẻng (đỉnh trâu đằm) độ cao 738 m, chảy về hướng nam. 21°23′36″B 107°25′34″Đ / 21,393367°B 107,426153°Đ
Từ thôn Khe Quế xã Đông Ngũ suối chảy về hướng đông nam. Suối hợp lưu với khe Nhủi và đổ vào sông Hà Giàn 21°19′55″B 107°28′27″Đ / 21,332034°B 107,474282°Đ, một phụ lưu sát cửa biển của sông Tiên Yên.